# 파울 바이겔

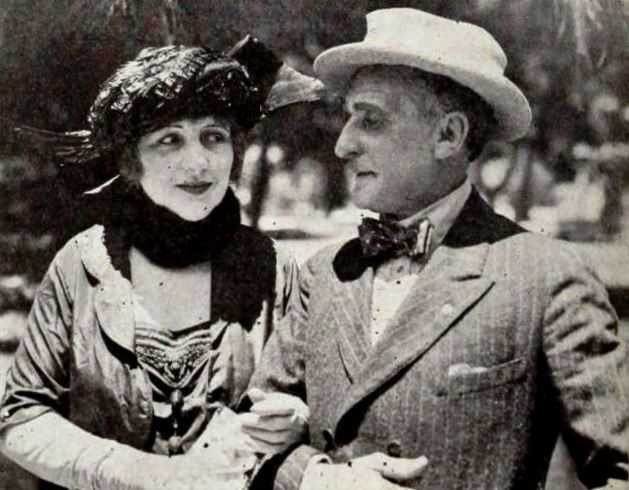

파울 바이겔(영어: Paul Weigel 폴 와이글[*], 1867년 2월 18일 ~ 1951년 5월 25일)은 독일 제국의 연극 배우, 영화배우이다.
할레에서 태어났으며 로스앤젤레스에서 사망하였다.

## 영화
- 웨어 두 위 고 프럼 히어? (1945년)
- 브룩클린의 나무 성장 (1945년)
- 위대한 독재자 (1940년)
- 네버 세이 다이 (1939년)
- 니노치카 (1939년)
- 메이타임 (1937년)
- 씬 아이스 (1937년)
- 검은 고양이 (1934년)
- 비에니즈 나이츠 (1930년)